# Visa Waiver Program
Il Visa Waiver Program (in italiano Programma di esenzione di visto d'ingresso) è un programma del governo degli Stati Uniti che permette ai cittadini di un paese di recarsi negli Stati Uniti, per turismo o affari, per un periodo di 90 giorni senza un visto.
Fa parte di questo progetto il Sistema elettronico per l'autorizzazione al viaggio.